# Teatr „Groteska”
Teatr „Groteska” (dawniej Teatr Lalki, Maski i Aktora „Groteska”) – teatr w Krakowie, przy ul. Skarbowej 2, szczególnie znany z przedstawień lalkowych oraz spektakli z nurtu teatru formy i teatru tańca. Powstał jako teatr dziecięcy, obecnie  działa w nim również scena dla dojrzałej widowni. Oprócz działalności repertuarowej Teatr jest inicjatorem m.in. Wielkiej Parady Smoków, Międzynarodowego Festiwalu Teatru Formy Materia Prima oraz Kodu Mistrzów – cyklu spotkań z autorytetami życia społecznego i artystycznego. Ponadto Teatr organizuje warsztaty dla dzieci i nauczycieli oraz włącza się w przedsięwzięcia społeczne i artystyczne.

## Historia
Powstał z inicjatywy Zofii i Władysława Jaremów jako teatr dziecięcy – Teatr Lalki, Maski i Aktora Groteska. Jego historia sięga 9 czerwca 1945 roku, kiedy to odbyła się premiera „Cyrku Tarabumba” w reżyserii Władysława Jaremy. Pierwszym dyrektorem teatru został Władysław Jarema, po którego odwołaniu z funkcji zastąpili Henryk i Maria Rylowie. W sezonie 1948/1949 na krótko powrócił na stanowisko dyrektora. W 1949 dyrektorką teatru była Zofia Jarema, której patronowali Sławomir Mrożek oraz Konstanty Ildefons Gałczyński. W teatrze przeważała więc polityczna metafora i poezja. Na ówczesnej scenie dla dorosłych odbyły się tak wybitne inscenizacje jak „Męczeństwo Piotra Ohey’a” Sławomira Mrożka (1959), „Kartoteka” Tadeusza Różewicza (1961) czy też „Ubu król” Alfreda Jarry’ego. Równocześnie realizowano widowiska dla dzieci i młodzieży.
W 1975 roku dyrektorem Teatru została Freda Leniewicz. W tym okresie na scenie Groteski pojawiła się klasyka literatury dziecięcej: Kopciuszek, Królewna Śnieżka, Alicja w Krainie Czarów, Królowa Śniegu. W 1990 roku kierownictwo nad teatrem objął Jan Polewka, który łączył swój autorski teatr z tradycjami wypracowanymi przez poprzedników. W swoich plastycznych wizjach wykorzystywał m.in. elementy kultury Dalekiego Wschodu, maskę komedii dell’arte, czy też własne fascynacje malarstwem hiszpańskim.
Od 1998 do 2023 roku dyrektorem Teatru Groteska był reżyser i aktor teatralny Adolf Weltschek. Program artystyczny Teatru za jego dyrekcji wynikał z misji, którą na siebie przyjął: kształtowania wyobraźni i wrażliwości artystycznej, społecznej i interpersonalnej widza na każdym etapie jego życia – od wczesnych lat dziecięcych aż do późnej dorosłości – oraz tworzenia przestrzeni spotkania i dialogu.
Od września 2023 roku dyrektorem Teatru Groteska jest dr Karol Suszczyński.

## Dyrektorzy
- Władysław Jarema (1945)[1]
- Henryk[3] i Maria Rylowie (1946–1948)[2]
- Władysław Jarema (1948–1949)[1]
- Zofia Jarema (1949–1975)[4]
- Freda Leniewicz (1975–1990)
- Jan Polewka (1990–1998)
- Adolf Weltschek (1998-2023)
- Karol Suszczyński (od 2023)

## Inicjatywy
- Wielka Parada Smoków – doroczny piknik rodzinny dla mieszkańców Krakowa i turystów z całego świata. Odbywa się w czerwcowy weekend pod Wawelem, a jego znakiem rozpoznawczym są wielkie, kolorowe i różnorodne podobizny smoków, które na dwa dni opanowują miasto[5].
- Międzynarodowy Festiwal Teatru Formy Materia Prima[6] – przedsięwzięcie prezentujące najpiękniejsze i najbardziej znaczące spektakle teatru formy oraz teatru tańca z całego świata. Festiwal odbywa się co dwa lata. Do tej pory w ramach tego wydarzenia wystąpiły w Krakowie takie zespoły i twórcy jak: NoGravity Dance Company, Carte Blanche. The Norwegian National Company of Contemporary Dance, Caroline Finn.
- Kod Mistrzów – cykl spotkań studentów i mieszkańców Krakowa z autorytetami intelektualnymi i artystycznymi. Do tej pory gośćmi byli m.in. Zofia Gołubiew, Maja Komorowska, Jan Peszek, Artur Rojek, Jerzy Trela, Andrzej Seweryn, Stanisław Radwan, Anna Dymna, Daniel Olbrychski, Agnieszka Holland. Spotkania odbywają się raz w miesiącu, od października do czerwca, w Sali Teatralnej Groteski[7].